# Кендіс Найт
Кендіс Найт (англ. Candice Night; уроджена Кендіс Лорен Ізралов, англ. Candice Lauren Isralow; нар. 8 травня 1971, Гоппог, Нью-Йорк, США) — американська співачка й музикантка. Кендіс Найт була вокалісткою, мультиінструменталісткою та авторкою текстів фолк-рок-проєкту «Blackmore's Night», який вона заснувала разом із своїм чоловіком, гітаристом Річі Блекмором, у 1997 році. Також вона є бек-вокалісткою рок-гурту «Rainbow» у 1994—1997 роках і з 2015 року дотепер.

## Життя та творчість

### Ранні роки
Кендіс Лорен Ізралов народилася в Гоппозі на Лонг-Айленді в єврейській родині. Її батько — лікар-подолог Келвін Артур Ізралов, мати — учителька Керол Лінн Гросс. У Кендіс також є молодший брат — Джарет Ізралов, банківський службовець, і молодша сестра — Сюзен Ів Ізралов.
Кілька років Кендіс брала уроки гри на фортепіано. У віці 12 років як «Кендіс Лорен» почала працювати моделлю. До 20 років знімалася для рекламних роликів, друкованих оголошень, рекламувала продукти на виставках. Пізніше вела радіошоу на радіостанції рок-музики на Лонг-Айленді та вчилась у Нью-Йоркському технологічному інститут, де вивчала комунікації.

### Знайомство з Річі Блекмором
Бувши фанаткою «Rainbow», в 1989 році, після футбольної гри, вона попросила в Річі Блекмора автограф. Увечері вони зустрілися в барі й довго говорили про привидів, музику, подорожі, історію, філософію. Із 1991 року вони стали жити разом.
У європейському турі «Deep Purple» 1993 року Кендіс Найт виконувала партію бек-вокалу в інструментальній композиції «Difficult to Cure». А потім стала бек-вокалісткою в композиціях «Ariel», «Black Masquerade», «Wolf to the Moon» і «Hall of the Mountain King» з альбому «Rainbow» «Stranger in Us All», а також написала текст для чотирьох пісень у вищезгаданому альбомі. У 1994—1997 роках Найт також була бек-вокалісткою «Rainbow».

### «Blackmore's Night»

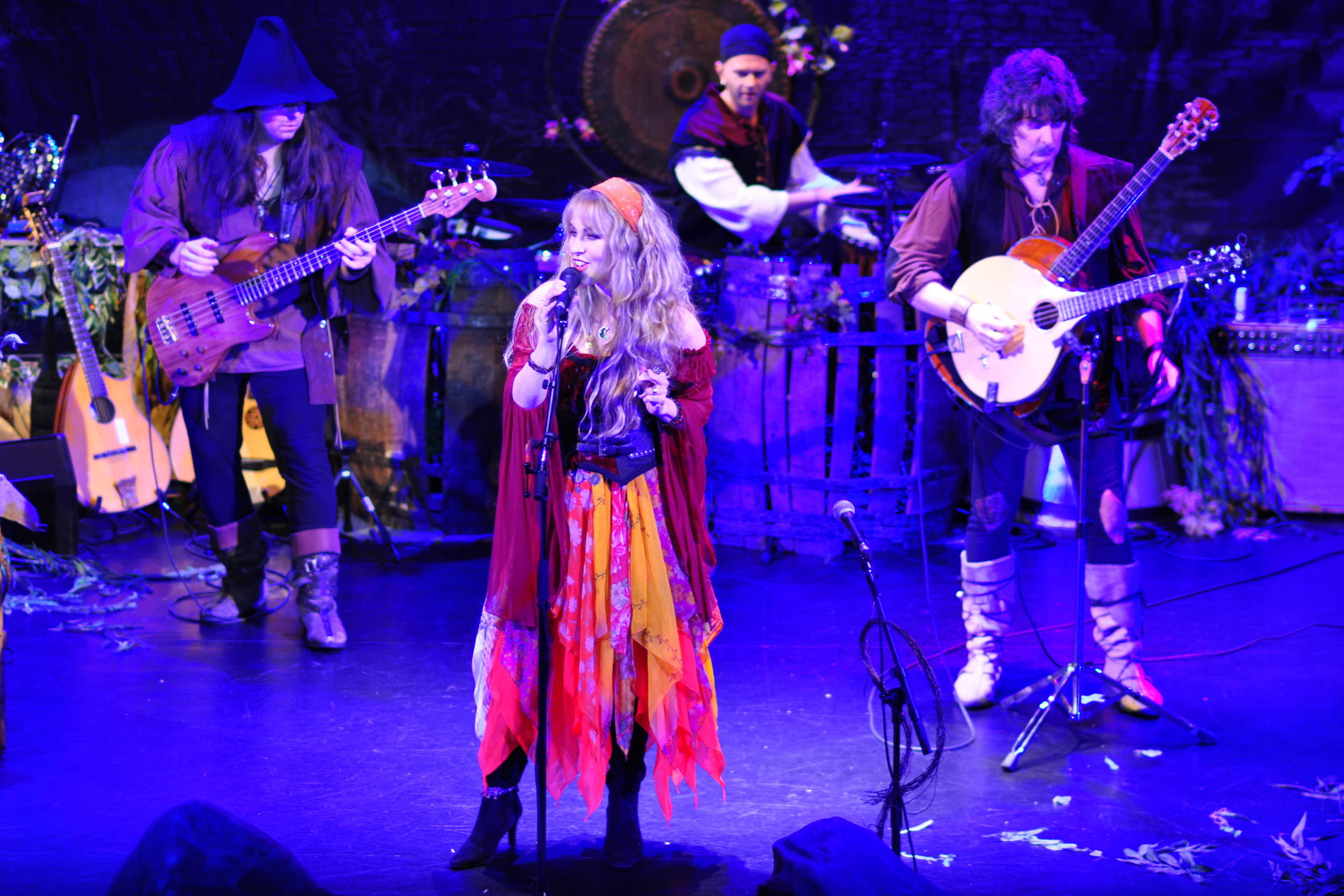
Виступ «Blackmore's Night» у Таррітаунському м'юзік-холі 25 жовтня 2012 року

Незважаючи на те, що Кендіс була недосвідченою як професійна вокалістка, Блекмор заохочував її до співпраці. Після розпаду «Rainbow» в 1997 році подружжя стало співзасновниками «Blackmore's Night» (назва проєкту була складена з їхніх прізвищ), де Кендіс Найт стала основною вокалісткою. Мати Кендіс, Керол Гросс, під псевдонімом Керол Стівенс стала менеджеркою «Blackmore's Night», а більшість текстів пісень першого альбому — «Shadow of the Moon» — написала саме Кендіс.
Найт також написала кілька пісень самостійно, зокрема «Now and Then» на альбомі «Under a Violet Moon» (1999) та «3 Black Crows» і «Ivory Tower» на альбомі «Ghost of a Rose» (2003). Пізніше вона продовжила писати всі тексти для пісень «Blackmore's Night» та грала в проєкті на дев'яти ренесансних і середньовічних інструментах.

### «Rainbow»
У 2015 році Кендіс Найт як бек-вокалістка приєдналася до відродженого Блекмором гурту «Rainbow».

### Сольна кар'єра
У 2011 році Найт видала свій перший сольний альбом «Reflections», у якій увійшли переважно софтрокові балади. Автором усіх пісень альбому є Найт.
А в 2015 році вийшов другий її альбом — «Starlight Starbright», натхненний народженням її дітей, який містить кавер-версії улюблених композицій Найт й одну її нову пісню.

### Участь в інших проєктах
Кендіс Найт часто бере участь у проєктах інших музикантів. Так вона виконала три пісні в першому альбомі аргентинського метал-гурту «Beto Vázquez Infinity» 2001 року, в запису якого взяли участь також Тар'я Турунен із «Nightwish» та Сабіна Едельсбахер із «Edenbridge».
У 2003 році вона виконала партію Орії в метал-опері «Days of Rising Doom» німецького прогресив-метал гурту «Aina», в запису якої взяли участь різні виконавці, зокрема колишній басист і вокаліст «Deep Purple» Гленн Г'юз.
У 2006 році Найт виконала пісню німецького павер-метал гурту «Helloween» «Light the Universe» з їхнього альбому «Keeper of the Seven Keys: The Legacy», а також знялася у відеокліпі на цей трек.
У грудні 2008 року пісня «Blackmore's Night» «Old Mill Inn» прозвучала у фільмі «Людина Так» (англ. «Yes Man») із Джимом Керрі.
Вона записала свій перший сольний альбом Reflections, який вийшов у жовтні 2011 року. Всі пісні були написані Найт і складаються здебільшого з балад у стилі софт-рок. Її останній сольний реліз - «Starlight, Starbright». Натхненна народженням дітей, ця збірка пісень є каверами на класичні хіти, а також новими композиціями, покликаними перенести слухача в країну мрій .
У вересні 2018 року натхненник Avantasia Тобіас Саммет оголосив, що Найт приєдналася до акторського складу восьмого студійного альбому супергурту. Вона виконала вокальну партію (разом із самим Самметом у треку «Moonglow» з однойменного альбому.
28 жовтня 2022 року Кендіс Найт записала спільний кліп з dArtagnan "We're gonna be drinking".

## Особисте життя
Напередодні Різдва 1994 Кендіс Найт заручилася з Річі Блекмором, а 5 жовтня 2008 року вони офіційно оформили шлюб.
27 травня 2010 року у подружжя народилася донька Отем Есмеральда (англ. Autumn Esmeralda)).
7 лютого 2012 рок у подружжя народився Рорі Дартаньян - друга дитина пари. За словами Кендіс, перше ім'я для сина обрали, оскільки з ірландської мови перекладається «рудий король», а Дартаньян - на честь відомого мушкетера. 
Подружжя живе в Маунт-Сінай на Лонг-Айленді.

## Дискографія

### З «Rainbow»
- Stranger in Us All (1995)
- Black Masquerade (2013)
- Memories in Rock: Live in Germany (2016)
- Live in Birmingham 2016 (2017)
- Memories in Rock II (2018)

### З «Blackmore's Night»
- Shadow of the Moon (1997)
- Under a Violet Moon (1999)
- Fires at Midnight (2001)
- Ghost of a Rose (2003)
- The Village Lanterne (2006)
- Winter Carols (2006)
- Secret Voyage (2008)
- Autumn Sky (2010)
- Dancer and the Moon (2013)
- All Our Yesterdays (2015)
- Nature's Light (2021)

### Сольні альбоми
- Alone with Fate (2002) – Лімітований сингл

- Reflections (2011)
- Starlight Starbright (2015)